# Масуми, Парване
Парване Масуми (перс. پروانه معصومی‎; 2 марта 1945, Тегеран — 27 ноября 2023, Соумеэсера, Гилян) — иранская актриса курдского происхождения. Она получила различные награды, в том числе два «Хрустальных Симурга» лучшей актрисе (перс. سیمرغ بلورین‎) на международном кинофестивале Фаджр в 1985 и 1988 годах.
Масуми была одной из первых актрис, принявших и защитивших обязательное ношение хиджаба в Иране после революции 1979 года. Умерла в возрасте 78 лет из-за ревматоидного артрита и заражения крови.